# Método do caso
O método do caso é uma estratégia de ensino que utiliza relatos detalhados de situações reais para colocar o estudante no papel de um tomador de decisão. 
Na área da educação, o método do caso é utilizado tanto como recurso didático quanto como estratégia de pesquisa. Pode ser empregado, por exemplo, para discutir políticas públicas educacionais, analisar situações de gestão escolar ou examinar práticas pedagógicas. Em cursos da área da saúde, é comum a análise de casos clínicos detalhados, que incluem observações diretas, histórico médico e contexto social do paciente. 

## Origem
Foi desenvolvido na Harvard Business School na década de 1920 como alternativa à aula expositiva tradicional, e desde então se disseminou para diversas áreas do conhecimento, como administração e negócios, direito, saúde e educação. A proposta central é promover a aprendizagem ativa por meio da análise de problemas concretos, incentivando a investigação, a formulação de hipóteses e a tomada de decisão fundamentada.

## Características

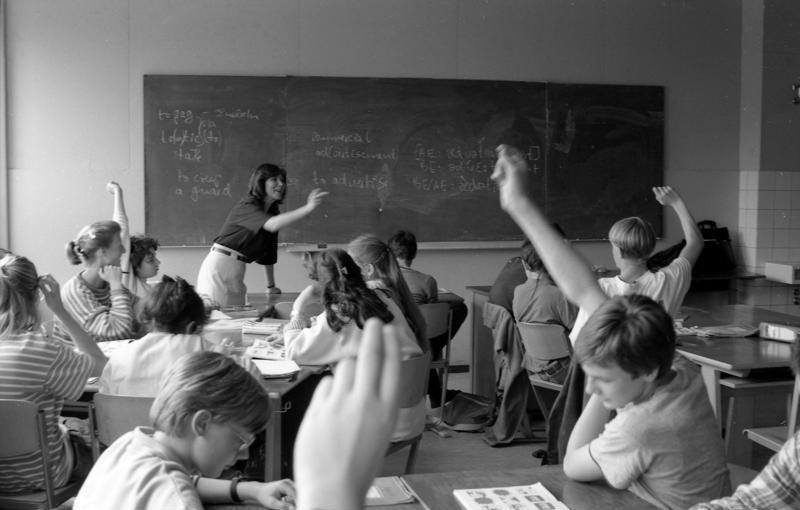
O método do caso adequadamente utilizado, inicia os alunos sobre formas independentes de pensamento e julgamento responsáveis.

Ao contrário de métodos tradicionais centrados na transmissão de conteúdo, o método do caso coloca o aluno no centro do processo de aprendizagem. O professor atua como facilitador, estimulando o debate e evitando apresentar soluções prontas. A aprendizagem baseia-se na crença de que determinadas competências e conhecimentos são melhor construídos a partir da vivência de situações reais ou simuladas, nas quais o estudante seleciona e interpreta informações, constrói hipóteses e decide ações com base em sua experiência prévia. É a estrutura cognitiva  formada pela experiência e pelo passado que fornece significado (através da tradução da realidade observada, nos esquemas ou modelo mentais do indivíduo) às experiências, e permite ao indivíduo ir além da informação que obtém. 
A aplicação do método do caso costuma seguir três fases interligadas. Na preparação individual, o estudante lê e analisa o caso, identificando problemas, alternativas e possíveis soluções. Em seguida, na discussão em pequenos grupos, há troca de perspectivas, defesa de argumentos e confronto de interpretações. Por fim, na discussão plenária, o professor conduz a análise coletiva, relacionando as observações dos alunos com conceitos e teorias pertinentes.
Existem diferentes tipos de casos, sendo os mais comuns os casos de tomada de decisão e os casos retrospectivos. Nos primeiros, o aluno assume o papel de um protagonista que enfrenta um problema complexo, devendo propor e defender soluções. Nos segundos, analisa-se uma decisão já tomada e seus resultados, com o objetivo de compreender o processo e seus impactos. Uma variação importante é a aprendizagem baseada em problemas (ABP ou problem-based learning), em que o estudante recebe apenas a descrição de um problema e deve identificar por si mesmo as questões relevantes e buscar as informações necessárias, contando com o professor como tutor.

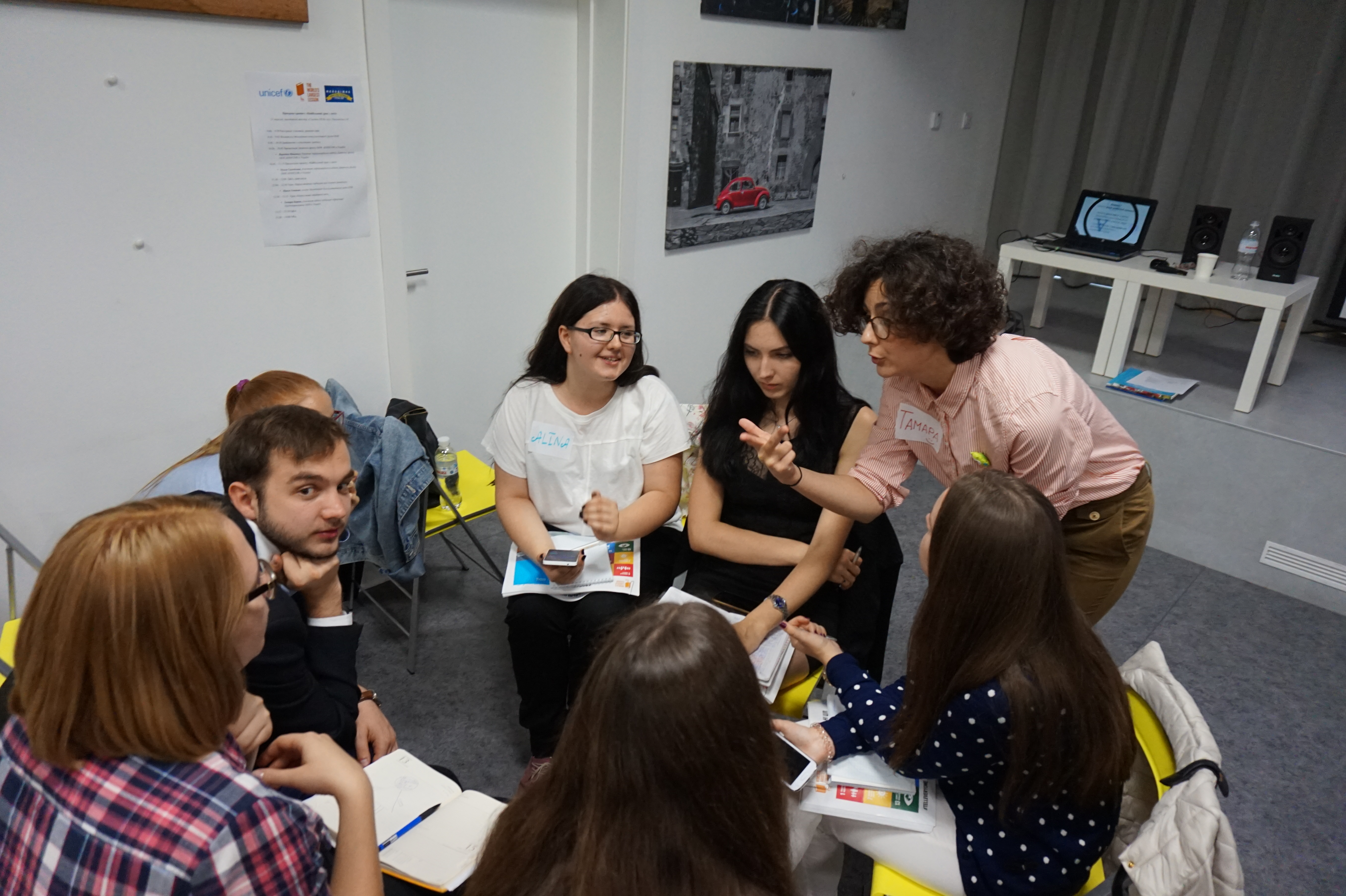
No método do caso, os alunos necessitam de forte habilidade em trabalho de grupo.

Entre as vantagens do método, destacam-se a integração entre teoria e prática, o desenvolvimento de habilidades de comunicação e argumentação, o estímulo ao pensamento crítico e a aproximação entre a aprendizagem acadêmica e situações reais de atuação profissional. Por outro lado, sua aplicação exige alto nível de preparação prévia dos alunos, professores capacitados para facilitar discussões e um ambiente de ensino que valorize a leitura, a pesquisa e o trabalho colaborativo. Sobre isso, como a base do método é a formação autodidata orientada para a descoberta e para a discussão de diferentes pontos de vistas, exige-se uma grande dedicação do aluno na preparação do caso, levantando conclusões e explicações, bem como reunindo evidências que as comprovem. Os alunos também necessitam de forte habilidade no trabalho de grupo. Estes dois fatores são fundamentais para o sucesso do método e para o aproveitamento de cada aluno. O método do caso exige maior esforço para se estabelecer em um contexto em que os alunos não tenham o hábito da leitura, da pesquisa e do trabalho em grupo.

## Método do caso e objetivos profissionais
O método do caso dá aos alunos a capacidade de rapidamente perceberem o sentido de um problema complexo, de chegarem a uma solução razoável, e comunicação da solução aos outros de uma forma sucinta e eficaz. Excitando o interesse dos alunos, o método do caso fomenta o interesse por assuntos profissionais. Ao colocar os temas num contexto concreto, o método do caso facilita a aprendizagem dos fatos, a nomenclatura, as convenções, as técnicas e procedimentos. Ao fornecer a discussão de temas concretos, o método do caso incentiva ao diálogo profissional. Ao promover a prática na arte da tomada de decisão, o método do caso refina o julgamento profissional. Ao fazer perguntas difíceis, o método do caso capacita os alunos a reflectirem sobre as exigências peculiares de sua profissão.

## Tipos de casos
Entre as modalidades mais comuns no método do caso, destacam-se os casos de tomada de decisão e os casos de retrospectiva.
Os casos de tomada de decisão colocam os participantes no papel de um personagem principal — denominado protagonista — que enfrenta um problema específico e precisa tomar uma decisão. O objetivo é que os alunos identifiquem, defendam, discutam e refinem soluções para o desafio proposto. Diferentemente de jogos de simulação que utilizam elementos fictícios, esses casos são baseados em descrições confiáveis de situações reais já ocorridas, geralmente apresentadas no formato de uma narrativa interrompida, na qual o protagonista se encontra diante de uma decisão importante. 
Exemplo em sala de aula: Os alunos recebem a descrição de um conselho escolar fictício que precisa decidir se deve investir o orçamento restante do ano na compra de tablets para todas as turmas ou na reforma urgente da quadra esportiva. Tarefa dos alunos: Em grupos, analisar os dados fornecidos (número de alunos beneficiados, custos, prazos, impacto pedagógico, opiniões da comunidade) e tomar uma decisão, justificando-a por escrito e em apresentação oral.
Os casos de retrospectiva, por sua vez, solicitam aos participantes a análise de situações e decisões tomadas no passado, avaliando seus resultados e implicações. Enquanto esse tipo de abordagem privilegia a análise histórica e o estudo crítico, os casos de tomada de decisão envolvem os alunos de forma ativa no processo de formulação e defesa de soluções.
Exemplo em sala de aula: Os alunos estudam um caso real de um projeto de horta escolar implantado três anos antes em outra escola da região. Recebem dados sobre os objetivos iniciais, etapas de implementação, dificuldades encontradas, resultados obtidos e depoimentos de alunos e professores envolvidos. Tarefa dos alunos: Identificar os fatores de sucesso e os problemas enfrentados, propor ajustes e sugerir como a experiência poderia ser adaptada e aplicada na própria escola.

## Publicação de casos para educação em negócios
Uma série de organizações, que incluem case clearing houses, editoras académicas e escolas profissionais publicam casos. Estas organizações incluem:
- Ivey Publishing
- The Case Centre Webpage of The Case Centre
- Globalens at the University of Michigan
- Harvard Business School
- Columbia CaseWorks
- IESE Publishing
- Asian Case Research Centre at the University of Hong Kong

## Uso do método do caso nas escolas de negócio
O método do caso é usado em muitas de escolas de negócio incluindo: 
- Harvard Business School[22]
- AESE Business School[23]
- Indian Institute of Management, Ahmedabad [24]
- Richard Ivey School of Business[25]
- John F. Kennedy School of Government at Harvard University[26]
- Darden School of Business at the University of Virginia[27]
- Yale School of Management[28]
- Marine Corps University[29]
- Cranfield School of Management[30]
- IESE Business School[15]